# Церква Параскеви (Майків)

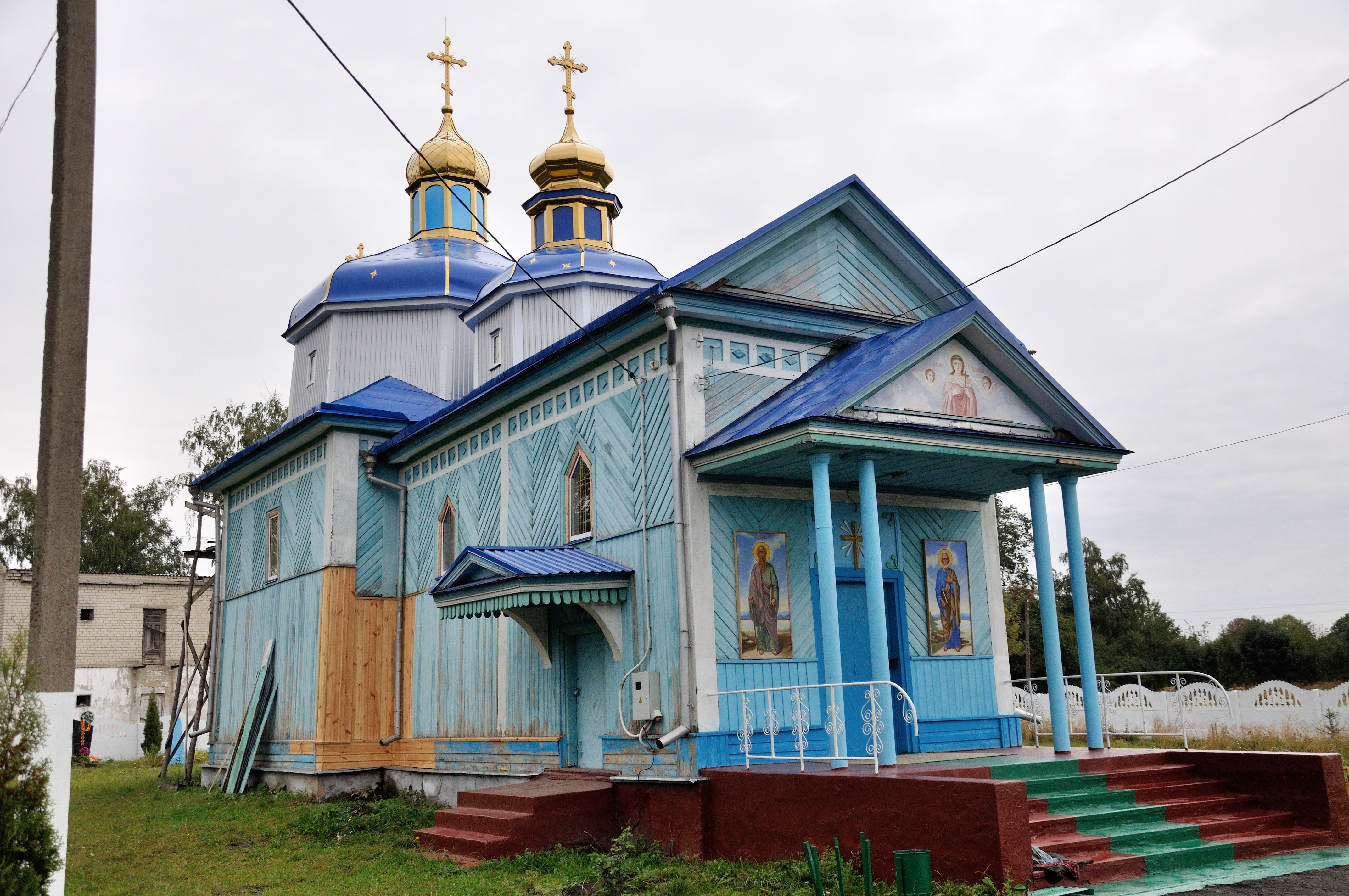
Церква Св. Параскеви, 1745рік

Свято Параскевська церква — архітектурна пам'ятка села, побудована в 1745 році, але ким — невідомо. Дерев'яна, на кам'яному фундаменті, покрита листовим залізом. Давньоукраїнського архітектурного стилю із куполами та вівтарем на схід. Пофарбована ззовні і знадвору олійною фарбою. Розрахована церква на 1 тисячу чоловік.
У 1862 році було проведено капітальний ремонт. На той час храм був забезпечений церковною літературою на слов'янській мові, оригінальним іконостасом XVIII ст., форенгами. Знаходилась і знаходиться понині у церкві ікона Божої Матері. Вона є неабиякою цінністю. Отпуски відправлялися 29 червня, 29 липня, 6 і 15 серпня, 8 і 14 вересня. Копії відомчих, метричних книг та книги сповідей зберігалися в храмі з 1801 року.
Інвентаризація церковного майна була проведена у 1885 році.
Церкві належала земля. Під садибу священика і храм було відведено 306 сажнів землі, а садок і город 1 десятина 1,134 сажні. Церква користувалася сінокосом, який був розташований у 5 кусках і займав площу 3 десятини 1,508 сажнів землі, землі для обробітку займали 34 десятини, 819 саж, в тому числі були землі, непридатні для обробітку із глиняними ямами — 2 десятини 294 сажні.
Усієї землі разом було 42 десятини 261 сажень.
На церковну землю був план, датований 17 листопада 1842 роком і ерекція, видана поміщиком — князем Олександром Четвертинським 15 серпня 1785 року.
В житті, побуті настоятелів проглядалася простота.
Будинки для священика і псаломщиків були зведені на церковній садибі. Поряд з ними — господарські будівлі.
Казенних коштів у давнину Свято-Параскевська церква не отримувала і користувалася лише церковними садибами та полями, що оброблялися парафіянами безкоштовно, а також приношеннями. Але існують церковні записи, які свідчать про те, що священик отримував 300 крб., псаломщик — 50 крб., а той, хто готував проскурки — 16 крб.
Тож в матеріальному плані вони були добре забезпечені: мали коней, велику рогату худобу. Вдома і на подвір'ї прислуговували наймити.
30 жовтня 1884 року було відкрито Майківську церковно-парафіяльну школу. Нею опікувався граф Понінський, великий землевласник. Він мав 5 вітряних млинів та одного парового і одного водяного.
Майківська парафія налічувала 93 двори та 750 людей обох статей. Католиків на теренах парафії мешкало 21 чоловік, євреїв — 54 чоловіки.
Церква у Майкові функціонувала вже у 1745 році.
З 1854 по 1879 роки настоятелем храму був Яків Михайлович Шиманський.
Сповідальна відомість за 1914 рік свідчить про те, що священиком цього року був Костянтин Іванович Панкевич (1850 року народження). Більш всього отець Костянтин був призначений настоятелем церкви після Якова Шиманського.
З 1936 по 1939 рік Володимир Тучемський був настоятелем церкви святої великомучениці Параскеви.
З 1996 по 2002 рік настоятелями церкви були Ільїн Олександр Миколайович (1974 року народження, родом із с. Черняхів Острозького району) та Калабський Іван Григорович (1937 року народження, також родом з Острозького району, села Вельбівно).
Нині Свято-Параскевську церкву очолює священик Андрієвський Анатолій Васильович.